# Купа на „Пири“
Футболния турнир „Пири“ е организиран през лятото на 2011 г. в гр. Банско. В първото издание на турнира освен домакина Банско са поканени да участват и трите най-силни български отбори, от тези които не успяха да участват в евротурнирите - Локомотив (Пловдив), Черно море (Варна) и Славия (София). Мачовете се провеждат на терена в спортния комплекс „Пири“ в гр. Банско, на който е кръстен и самият турнир. Отборите играят по веднъж всеки срещу всеки в една група.
- Сезон 2011:
- Летен турнир „Пири“ за Купата на ПФЛ

- В Банско:
- (13.07.2011 г.)
- Черно море (Варна) – Локомотив (Пловдив) 3:2 (Георги Илиев – 44', 51', Хермес Паломино – 41'; Базил де Карвальо – 47', 88')
- (15.07.2011 г.)
- Банско – Черно море (Варна) 0:1 (Димитър Петков – 22')
- Локомотив (Пловдив) – Славия (София) 2:2 (Здравко Лазаров – 53', Габор Ерош – 65'; Жуниньо Жуниор – 9', Георги Христов – 71')
- (17.07.2011 г.)
- Банско – Локомотив (Пловдив) 0:4 (Базил де Карвальо – 25', 30', Драги Коцев – 40', Дарио Захора – 90' (д))
- (18.07.2011 г.)
- Славия (София) – Черно море (Варна) 1:0 (Йордан Юруков – 80')
- (26.07.2011 г.)
- Банско – Славия (София) 1:1 (Димитър Крушовски – 28' (д); Радослав Димитров – 15')

- Крайно класиране:
- 1. Черно море (Варна) 3 2 0 1 4-3 6
- 2. Славия (София) 3 1 2 0 4-3 5
- 3. Локомотив (Пловдив) 3 1 1 1 8-5 4
- 4. Банско (Банско) 3 0 1 2 1-6 1